# Именин (Дрогичинский район)

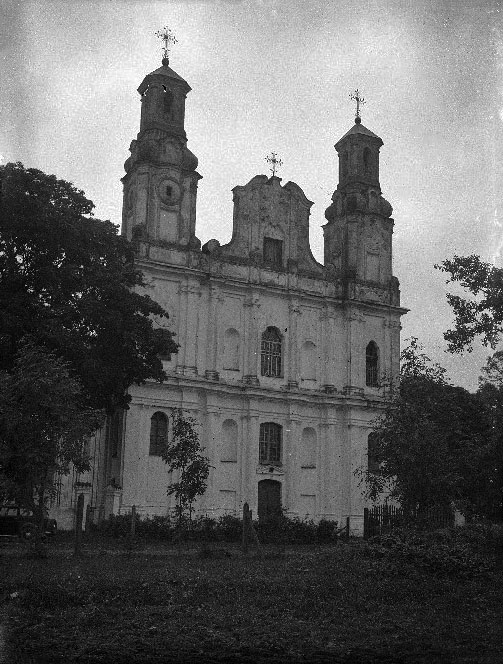
Богоявленская церковь Тороканьского монастыря (не сохранилась). Фото 1900 года

Имени́н — агрогородок в Дрогичинском районе Брестской области Белоруссии. Административный центр Именинского сельсовета. Население — 577 человек (2019).

## География
Именин находится в 17 км к северо-западу от Дрогичина. Вокруг села — развитая сеть мелиоративных каналов со стоком в Дятловский канал, а из него — в Днепровско-Бугский канал. Местные дороги ведут в окрестные деревни Занивье, Сукачи, Деревная, Татарья, Субботы, Бродок, Виры. Ближайшая ж/д станция в Антополе (линия Брест — Дрогичин — Пинск).

## История
Исторически Именин известен как Торокань (также встречаются варианты Таракань, Тараканы, Тороканы и др). Деревня впервые упомянута в 1517 году.
Торокань известна главным образом существовавшим здесь монастырём ордена базилиан, относящегося к грекокатолической (униатской) церкви. Тороканьский монастырь основан в XVII веке, был одним из самых важных базилианских монастырей на территории современной Белоруссии, в 1656 году в Торокани проводилась конгрегация базилианского ордена. В 1710 году построена Богоявленская церковь в стиле виленского барокко, в 1779 году — каменные здания монастыря. С начала XVIII века здесь находилась резиденция протоархимандрита — главы ордена, при монастыре существовала большая библиотека с уникальными фолиантами. Вокруг монастыря располагались принадлежащие ему сады, огороды, пасеки, парк.
После третьего раздела Речи Посполитой (1795 год) Именин в составе Российской империи, принадлежал Кобринскому уезду Гродненской губернии.
В 1839 году в ходе процесса ликвидации унии после Полоцкого собора базилианский монастырь передан православным. В 1874 году обитель была упразднена, а Богоявленская церковь стала обычной приходской православной церковью.
Согласно Рижскому мирному договору (1921) село вошло в состав межвоенной Польши, где принадлежала Дрогичинскому повету Полесского воеводства. Богоявленская церковь была вновь возвращена грекокатоликам. В 1932—1939 годах здесь служил священник Донат Новицкий, жертва политических репрессий в СССР. С 1939 года Именин в составе БССР.
С июня 1941 года по июля 1944 года находился под фашистской оккупацией. 246 жителей села погибли во время Великой Отечественной войны, в 1965 году в их память установлен обелиск около Дома культуры.
При советской власти в 1950-е годы здание Богоявленской церкви было разобрано.

## Достопримечательности
- Тороканьский монастырь униатского ордена Базилиан. От существовавшего некогда большого монастырского комплекса сохранились лишь остатки жилого корпуса, используемые как зернохранилище, и амбар. Церковь 1710 года постройки разобрана в 1950-х годах.
- Богоявленская церковь. Новая православная церковь построена из кирпича в 2004 году.
- Деревянная часовня Святого Онуфрия на кладбище (первая половина XX века)
- Памятник землякам, погибшим в войну.
- Братская могила советских воинов и партизан.